# بیمارستان مایکل گارون
بیمارستان مایکل گارون (انگلیسی: Michael Garron Hospital) یا به اختصار MGH که با نام بیمارستان عمومی شرق تورنتو (انگلیسی: Toronto East General Hospital) هم شناخته می‌شود، یک بیمارستان آموزشی در منطقهٔ یورک شرقی در تورنتو کاناداست.
همه‌ساله به‌طور میانگین، بیش از ۲۰٬۰۰۰ بستری، ۶۰٬۰۰۰ مراجعه به اورژانس، ۲۱۵٬۰۰۰ مراجعه سرپایی و ۳٬۵۰۰ زایمان در این بیمارستان ثبت می‌شود. این بیمارستان ۳۳۹ تخت‌خواب در بخش مراقبت‌های حاد، ۱۳ تخت توان‌بخشی، ۴۰ تخت روان‌پزشکی، ۷۵ تخت در بخش مراقبت‌های مداوم پیچیده و ۶ تخت اختصاصی روان‌پزشکی کودکان و نوجوانان دارد. تعداد کارکنان این بیمارستان ۲٬۶۰۰ و تعداد پزشک و ماماهای آن ۴۰۰ نفر است.
این بیمارستان مرکز اختصاصی پزشکی کودکان و نوزادان در جنوب شرقی تورنتو است و بخش اورژانس آن از سال ۲۰۰۴ میلادی وابسته به بیمارستان کودکان ناخوش (سیک‌کیدز) است. بخش اورژانس کودکان این بیمارستان که در سال ۲۰۱۰ افتتاح شد، از سایر قسمت‌های اورژانس مجزاست و مکانی آرام است که درب‌های اتاق معاینه و بستری آن شیشه‌ای و دارای تلویزیون و اسباب‌بازی است. همهٔ کارکنان این بخش، آموزش‌های مخصوص کودکان داشته‌اند. هر سال ۳٬۵۰۰ نوزاد در این بیمارستان متولد می‌شوند و سطح ۲ مراقبت‌های پرستاری نوزاد و مادر را ارائه می‌دهد.
این بیمارستان در سال ۱۹۲۹ میلادی برپا شد و نامش در آن هنگام بیمارستان عمومی شرق تورنتو بود. نام فعلی بیمارستان از ۲ دسامبر ۲۰۱۵ بر آن نهاده شده که با افتخار مایرون و برنا گارون است که ۵۰ میلیون دلار به بیمارستان هدیه کرده بودند.
از سال ۲۰۱۸ میلادی یک بازسازی و توسعهٔ مجدد دراین بیمارستان در حال انجام است که پیش‌بینی می شود در سال ۲۰۲۳ به‌اتمام برسد. کار هزینهٔ این بازسازی ۵۰۰ میلیون دلار برآورد شده است.

## خدمات
- خدمات سرپایی و اجتماعی

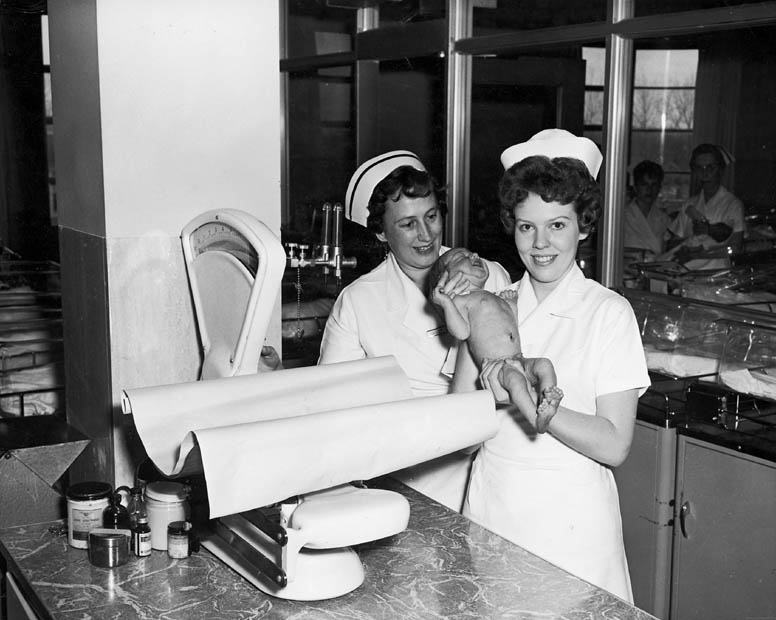
دو پرستار بخش زایمان در سال ۱۹۵۵ در بیمارستان مایکل گارون (که در آن زمان با نام «بیمارستان عمومی شرق تورنتو» شناخته می‌شد).

- مراقبت‌های مداوم پیچیده و توان‌بخشی کوتاه‌مدت
- بخش اورژانس
- بخش مادر/نوزاد/کودک
- داخلی
- روان‌پزشکی
- بخش‌های جراحی
- تصویربرداری تشخیصی
- علوم آزمایشگاهی[۵]
- داروخانه

در این بیمارستان در ماه اوت ۲۰۱۹ یک عرق‌خانه مخصوصِ بومیان (سرخ‌پوستان) کانادا افتتاح راه‌اندازی شد.